# كهف كوريكيان

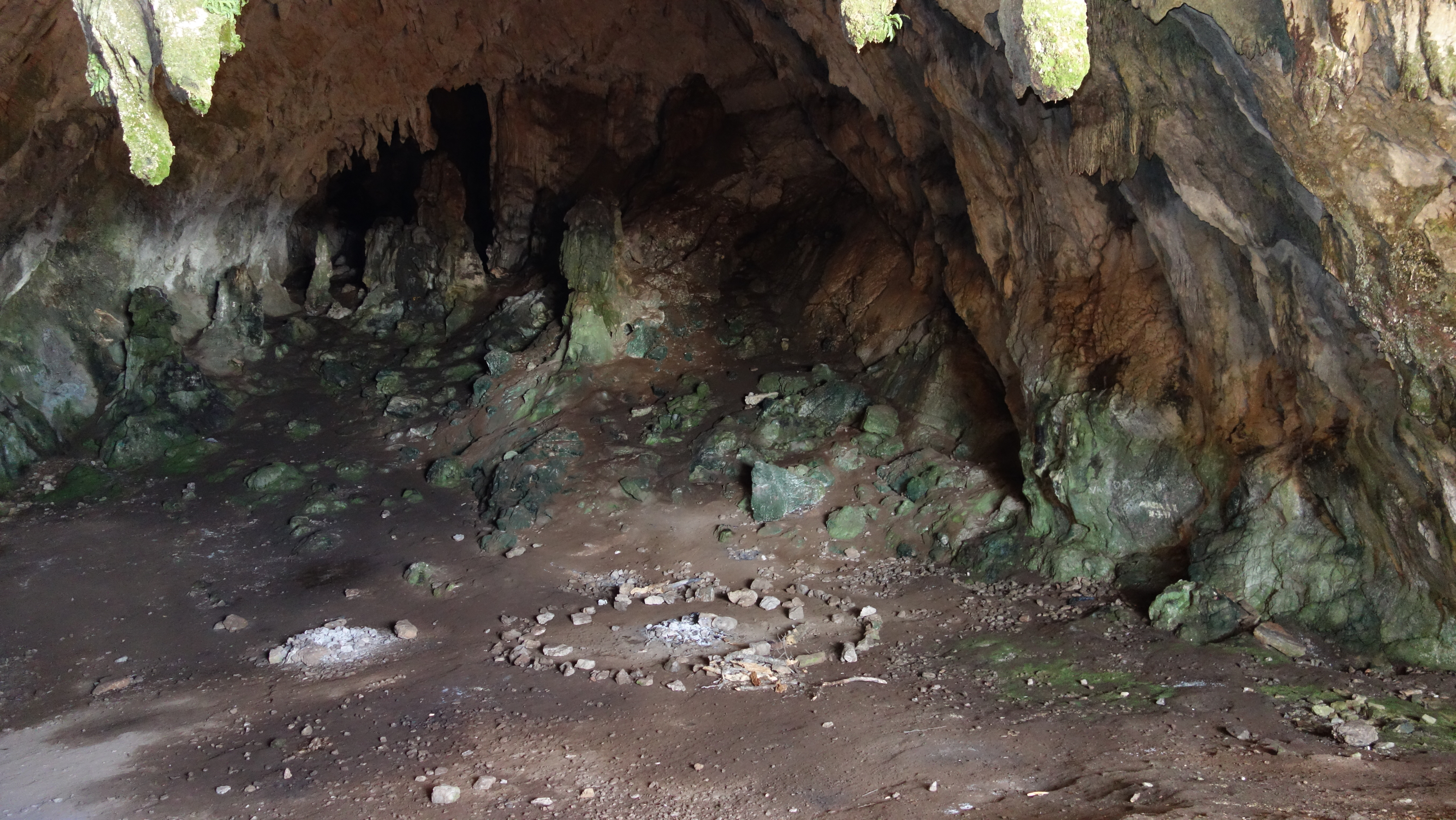
كهف كوريكيان الداخلي مأخوذ من المدخل المطل على الكهف الخلفي أو الرئيسي.

كهف كوريكيان ( /kəˈrɪʃən/ ، (باليونانية: Κωρύκιον ἄντρον)‏ )  هو كهف يقع على سفوح جبل بارناسوس في وسط اليونان. اسم الكهف مشتق من korykos ، «حقيبة الظهر». الاسم الحديث للكهف في بعض المراجع هو Sarantavli. كان هذا الكهف مقدسًا لحوريات كوريسيان وإلهات الإلهام، ومكانًا لعبادة بان.
إضافة إلى ان الكهف كان مكانًا للجوء للسكان المحيطين به أثناء الغزوات الأجنبية من الفرس (هيرودوت، 8.36) في القرن الخامس قبل الميلاد، والأتراك خلال حرب الاستقلال اليونانية، ومن الألمان في عام 1943.

## روابط خارجية
- Κωρύκιο Άντρο كوريكيو أنترو أو كهف بان
- كهف كوريكيان في موسوعة برينستون للمواقع الكلاسيكية